# Ajilimojili
L'ajilimojili o allimoque és una salsa vinagreta típica de Jaén. Consisteix en una espècie de salsa d'all (alls picats) que té diverses formes de preparació. Apareix també com a ajili-Mójili, ajili mojili, ajilimójili, ajilimoje o ajioli jiennense.

## Característiques
Se solen mesclar els ingredients en un recipient per tal de fer-ne una emulsió. Algunes receptes originàries només empren alls trits, oli d'oliva i rovell d'ou. Altres receptes incorporen més ingredients i s'elabora amb patates, pebrots vermells carnosos, all, oli d'oliva, vinagre i sal. Les patates es couen amb els pebrots; després de la cocció es bat mentre s'afegeix oli d'oliva.